# Jaciment arqueològic de les Deus
El jaciment de Les Deus o Taller de la font de Les Deus és un jaciment arqueològic a mig camí entre els municipis de Sant Quintí de Mediona i Mediona, (l'Alt Penedès), inclòs a l'Inventari del Patrimoni Arqueològic i Paleontològic de Catalunya. És a prop de les Deus, espai que li dona nom.
La seva cronologia es situa entre el Paleolític mitjà i l'Epipaleolític, des del 90.000 b.p. al 5.500 b.p.

## Situació geogràfica i geològica
El jaciment té una extensió de fins a 1 quilòmetre, al llarg de la riba dreta del riu de Bitlles. El riu en aquesta zona forma un gran meandre circumdat per turons, ideal per un possible hàbitat prehistòric. 

## Descobriment i historiografia
Él 1956 quan es va revisar la zona per unes troballes de ceràmica ibèrica, es va trobar el jaciment. Les troballes es van ajuntar amb altres de jaciments propers: la Cova del Toixó i el taller dels Horts, el que en va complicar l'estudi. Les troballes consistien en denticulats, ascles Levallois, retalles en material silici i laminar centrípeta.
Ha estat descrit com un lloc o centre de producció i explotació taller de sílex.